# VRM

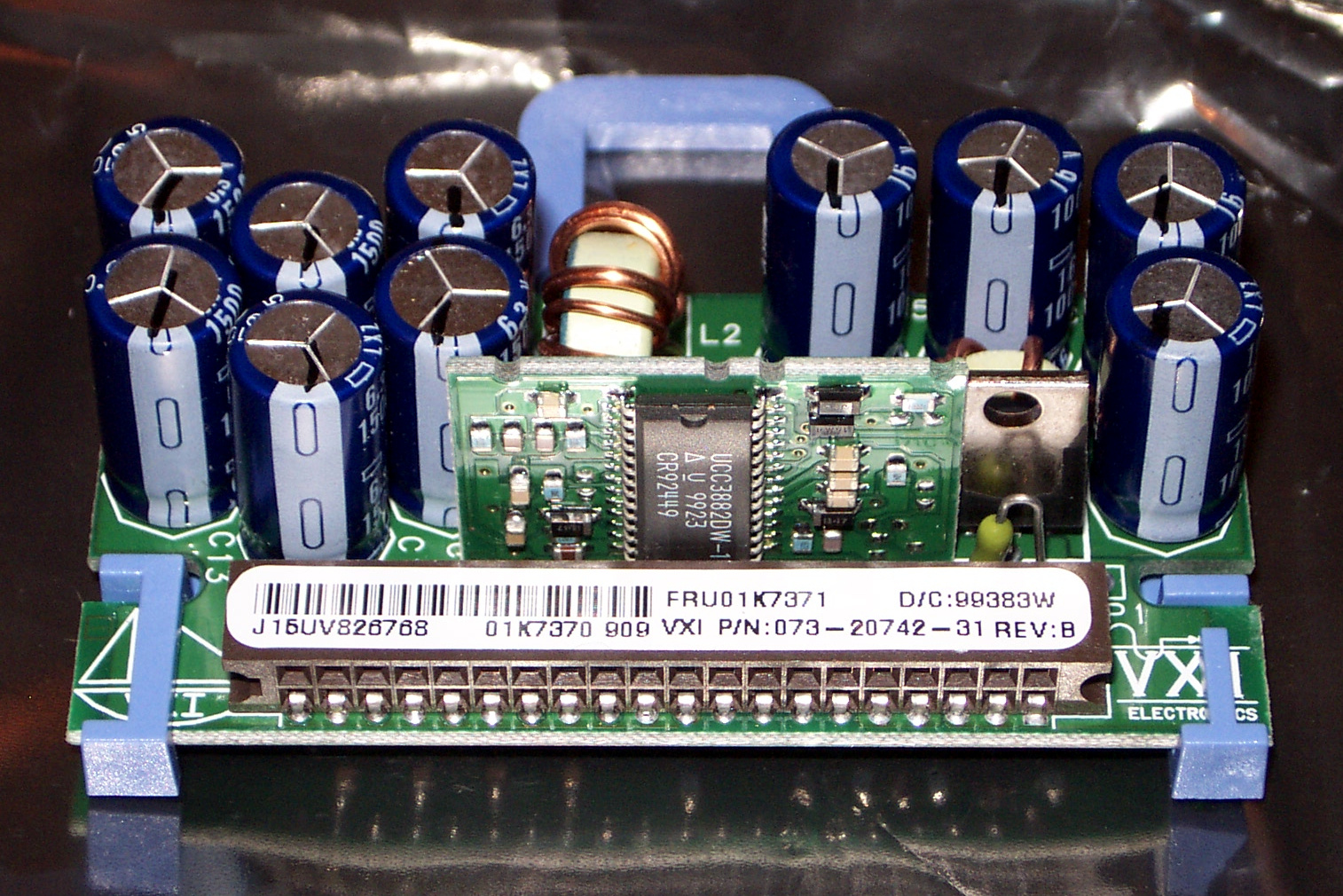
Módulo regulador de voltaje para un procesador Intel Xeon 500MHz montado en un servidor.

Un módulo regulador de voltaje (VRM, sigla del inglés voltage regulator module) es un convertidor de potencia que suministra a un microprocesador el voltaje apropiado, convirtiendo 5 V o 12 V a un voltaje menor requerido por la CPU, permitiendo la instalación de procesadores con distintos voltajes en la misma placa madre.

## Aspectos generales

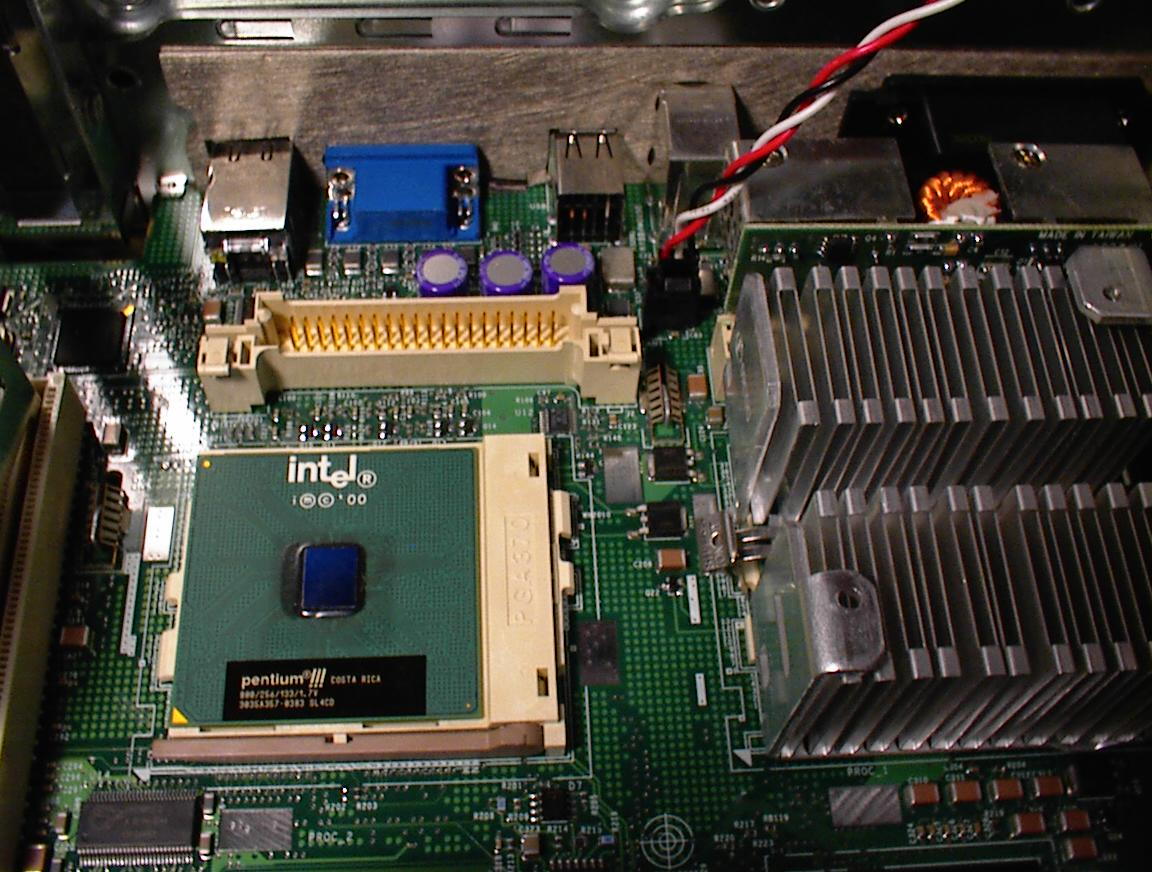
Zócalo conector para VRM.

Algunos módulos reguladores de voltaje pueden estar soldados mientras otros son instalados en zócalos especialmente diseñados para este fin. Algunos proveían un voltaje fijo al procesador pero actualmente la mayoría se adaptan a los requisitos del procesador. En el caso de que este sea fijo, el voltaje de salida tiene que coincidir con los requisitos del procesador.
La mayoría de los procesadores modernos requieren menos de 1.5 V para funcionar debido a que los fabricantes de procesadores tienden a usar voltajes menores en busca de una mejor eficiencia energética. Estos menores voltajes llevan a un menor consumo y a su vez reducen la cantidad de disipación necesaria (usualmente denominada potencia de diseño térmico). Las unidades de procesamiento gráfico modernas también usan módulos reguladores de voltaje debido al mayor requerimiento de energía y corriente eléctrica que tienen hoy en día.
Si el regulador está integrado en la placa base debe ser programable a través de un identificador de voltaje (VID) para permitir que el procesador programe el voltaje correcto durante el arranque enviando una cadena de bits adecuada.